# Nowa Zelandia na Zimowych Igrzyskach Paraolimpijskich 1992
Nową Zelandię na Zimowych Igrzyskach Olimpijskich w 1992 roku reprezentowało 7 zawodników (wszyscy mężczyźni) w narciarstwie alpejskim. Zdobyli oni łącznie 2 medale (oba złote), plasując swój kraj na 11. miejscu w klasyfikacji medalowej.
Był to czwarty występ Nowej Zelandii na zimowej paraolimpiadzie.

## Medaliści

### Złote medale
| Zawodnik       | Dyscyplina            | Konkurencja                |
| -------------- | --------------------- | -------------------------- |
| Patrick Cooper | Narciarstwo alpejskie | Slalom mężczyzn (LW4)      |
| Patrick Cooper | Narciarstwo alpejskie | Supergigant mężczyzn (LW4) |

## Wyniki reprezentantów

### Narciarstwo alpejskie
Objaśnienie kategorii:
- LW1 – osoby stojące; po amputacji obu kończyn dolnych powyżej kolana lub z osłabieniem siły mięśniowej
- LW2 – osoby stojące; po amputacji kończyny dolnej powyżej kolana
- LW3 – osoby stojące; po amputacji obu kończyn dolnych poniżej kolana, z łagodnym porażeniem mózgowym lub po częściowej amputacji
- LW4 – osoby stojące; po amputacji kończyny dolnej poniżej kolana
- LW5/7 – osoby stojące; po amputacji obu kończyn górnych
- LW6/8 – osoby stojące; po amputacji kończyny górnej
- LW9 – osoby stojące; po częściowej lub całkowitej amputacji jednej kończyny górnej i jednej dolnej

#### Osoby stojące

##### Mężczyźni
| Zawodnik         | Konkurencja                 | Czas    | Pozycja | Źródło |
| ---------------- | --------------------------- | ------- | ------- | ------ |
| Mark Weeks       | Slalom (LW2)                | 1:23.98 | 7.      | [ 3 ]  |
| Chris Adamson    | Slalom (LW2)                | 1:25.68 | 8.      | [ 3 ]  |
| Patrick Cooper   | Slalom (LW4)                | 1:14.10 | złoto   | [ 4 ]  |
| Ed Bickerstaff   | Slalom (LW6/8)              | 1:22.14 | 5.      | [ 5 ]  |
| Kevin O'Sullivan | Slalom (LW1,3,5/7,9)        | 1:41.51 | 9.      | [ 6 ]  |
| Devin Shanks     | Slalom (LW1,3,5/7,9)        | 1:42.28 | 10.     | [ 6 ]  |
| Stuart Graham    | Slalom (LW1,3,5/7,9)        | 1:59.67 | 13.     | [ 6 ]  |
| Chris Adamson    | Slalom Gigant (LW2)         | DNF     | DNF     | [ 7 ]  |
| Mark Weeks       | Slalom Gigant (LW2)         | DNF     | DNF     | [ 7 ]  |
| Patrick Cooper   | Slalom Gigant (LW4)         | DNF     | DNF     | [ 8 ]  |
| Ed Bickerstaff   | Slalom Gigant (LW6/8)       | DNF     | DNF     | [ 9 ]  |
| Kevin O'Sullivan | Slalom Gigant (LW1,3,5/7,9) | DNF     | DNF     | [ 10 ] |
| Devin Shanks     | Slalom Gigant (LW1,3,5/7,9) | DNF     | DNF     | [ 10 ] |
| Mark Weeks       | Supergigant (LW2)           | 1:31.62 | 9.      | [ 11 ] |
| Patrick Cooper   | Supergigant (LW4)           | 1:18.78 | złoto   | [ 12 ] |
| Chris Adamson    | Zjazd (LW2)                 | 1:19.40 | 11.     | [ 13 ] |
| Mark Weeks       | Zjazd (LW2)                 | 1:22.26 | 14.     | [ 13 ] |
| Patrick Cooper   | Zjazd (LW4)                 | DNF     | DNF     | [ 14 ] |
| Ed Bickerstaff   | Zjazd (LW6/8)               | 1:14.84 | 11.     | [ 15 ] |
| Kevin O'Sullivan | Zjazd (LW1,3,5/7,9)         | DNF     | DNF     | [ 10 ] |
| Devin Shanks     | Zjazd (LW1,3,5/7,9)         | DNF     | DNF     | [ 10 ] |